# Seleniolycus pectoralis
Seleniolycus pectoralis és una espècie de peix de la família dels zoàrcids i de l'ordre dels perciformes.

## Morfologia
- Tant els mascles com les femelles poden assolir 38 cm de longitud total.
- Nombre de vèrtebres: 86-89.[1]

## Hàbitat
És un peix marí i de clima polar que viu entre 1.948-2.594 m de fondària.

## Distribució geogràfica
Es troba a la confluència entre els oceans Antàrtic i Pacífic.